# Liftachse

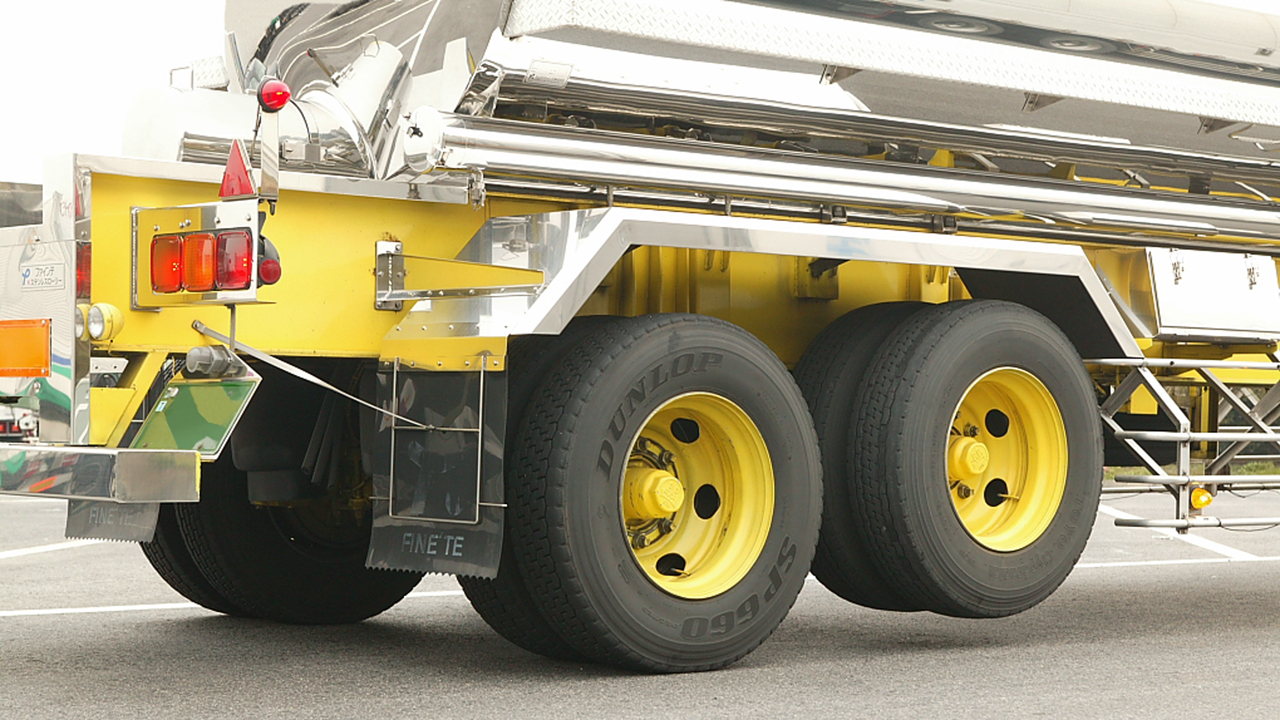
Tankzug mit angehobener doppelt bereifter Vorlauf-Liftachse

Als Liftachse bezeichnet man bei Lkw oder Sattelaufliegern eine Achse, die nicht dauernd auf der Fahrbahn mitläuft, sondern bei geringer Belastung des Fahrzeuges angehoben wird.
Im gehobenen Zustand drehen sich die Räder nicht mit, was mehrere Vorteile bringt:
- verminderter Reifenverschleiß besonders bei Kurvenfahrten (Beim Geradeausfahren jedoch geringfügig höherer Verschleiß in den übrigen Reifen, die noch Fahrbahnkontakt haben.)
- Kraftstoffeinsparung durch verminderte Lager- und Reifenreibung
- Verminderte Maut bei Tarifen, die pro Achse zu entrichten sind (z. B. in Italien)
- deutlich verkleinerter Wendekreis in gehobenem Zustand (sofern die Liftachse nicht lenkbar ist)
- leicht geringeres Abrollgeräusch; dieses spielt in der Praxis kaum eine Rolle, auch weil die Liftachse üblicherweise nur einfach bereift ist
- Eine (üblicherweise nicht angetriebene) Liftachse kann auch als Anfahrhilfe, z. B. auf verschneiter Fahrbahn, benutzt werden: Durch Anheben der Liftachse wird der Achsdruck der benachbarten Antriebsachse erhöht, was kurzzeitig und bei geringer Geschwindigkeit unbedenklich ist.

Zu beachten ist jedoch, dass die Bremswirkung bei gehobener Liftachse geringer ist.
Ein typisches Einsatzgebiet für Liftachsen sind Lkw mit Wechselaufbauten, da zweiachsige Fahrzeuge hinsichtlich ihres Gesamtgewichtes auf maximal 18 t beschränkt sind, während dreiachsige Lkw 25 t schwer sein dürfen.
Üblicherweise senkt sich die Liftachse beim Überschreiten einer bestimmten Belastung der anderen Achse automatisch ab. Dazu sitzt die Liftachse an Luftfederbälgen, welche über Dreiwege-Bremsrelaisventile aufgepumpt oder entleert werden, um die Achse zu senken oder zu heben.

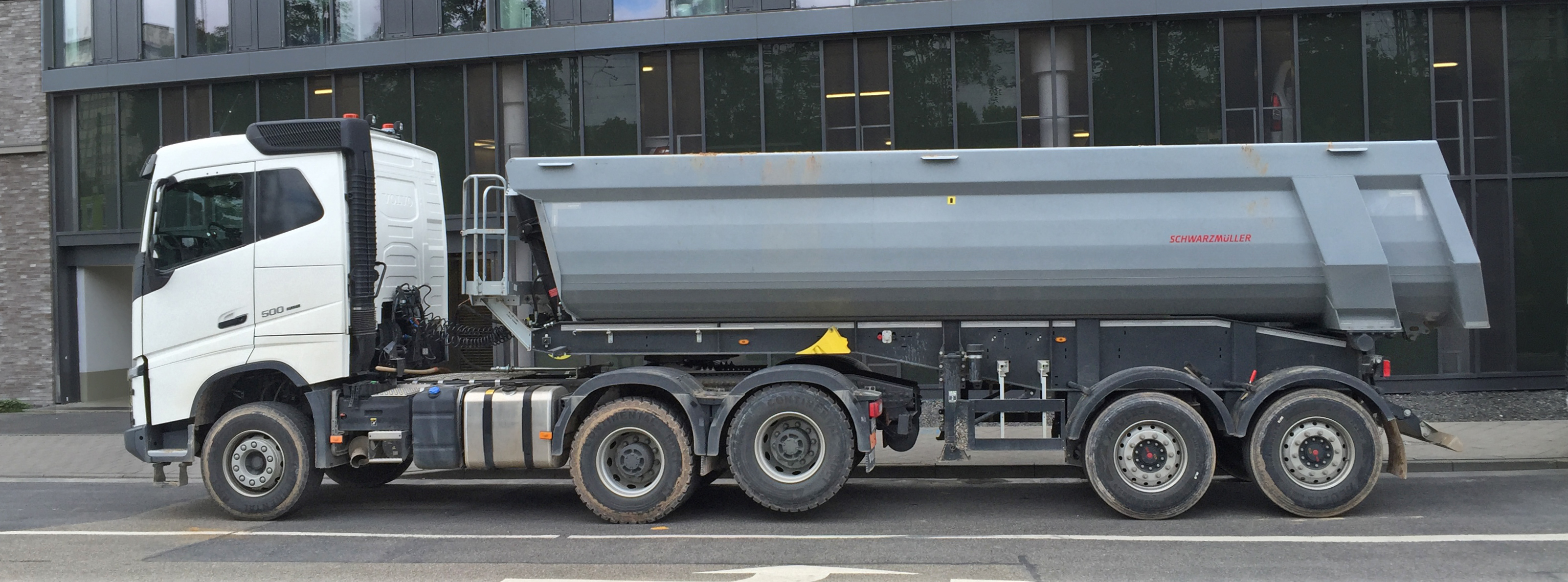
Sattelzug mit Nachlauf-Liftachse an der Zugmaschine

Liftachsen unterscheidet man in Vorlauf- und Nachlaufachsen. Üblicherweise werden Nachlaufachsen verwendet, d. h., sie sind der Antriebsachse nachgeordnet.